# Креншо (округ)
Кре́ншо (англ. Crenshaw County) — округ в США, штате Алабама. Официально образован в 1866 году. По состоянию на 2000 год, численность населения составляла 13 665 человек. Административный центр округа — Луверн.

## География
По данным Бюро переписи США, общая площадь округа — 1592,2 км², из которых 1578,8 км² — суша, а 3,4 км² или 0,21% — это водоемы.

### Соседние округа
|        | Лаундс    | Монтгомери |  |  |
| Батлер | север     | Пайк       |  |  |
| Батлер | Креншо    | Пайк       |  |  |
| Батлер | юг        | Пайк       |  |  |
|        | Ковингтон | Коффи      |  |  |

## Демография
По данным переписи населения 2000 года в округе проживало 13 665 жителей, в составе 5577 хозяйств и 3892 семей. Плотность населения была 9 чел. на 1 квадратный километр. Насчитывалось 6644 жилых домов. Расовый состав населения был 73,82% белых, 24,79% чёрных или афроамериканцев, и 0,7% представители двух или более рас. 0,64% населения являлись испаноязычными или латиноамериканцами.
Из 5577 хозяйств 31% воспитывают детей возрастом до 18 лет, 50,7% супружеских пар живущих вместе, 15,4% женщин-одиночек, 30,2% не имели семей. 28,2% от общего количества живут самостоятельно, 14,7% — лица старше 65 лет, живущие в одиночку. В среднем на каждое хозяйство приходилось 2,42 человека, среднестатистический размер семьи составлял 2,96 человека.
Показатели по возрастным категориям в округе были следующие: 24,7% жители до 18 лет, 7,9% от 18 до 24 лет, 26,3% от 25 до 44 лет, 23,9% от 45 до 64 лет, и 17,1% старше 65 лет. Средний возраст составлял 39 лет. На каждых 100 женщин приходилось 89,8 мужчины. На каждых 100 женщин в возрасте 18 лет и старше приходилось 83,6 мужчины.